# جغد جنگلی
جغد جنگلی (نام علمی: Strix aluco) یک گونه از جغد با بدن کوتاه و پهن است که در بیشتر جنگل‌های اوراسیا از جمله در جنگل‌های ایران یافت می‌شود.
پایین‌تنه جغد جنگلی کمرنگ با رگه‌هایی تیره است و بالاتنه آن یا قهوه‌ای است یا خاکستری. جغد جنگلی از پرندگان غیرمهاجر است و در سوراخ‌های درختان لانه می‌کند.
جغد جنگلی جانوری است شب‌کوشا که غذای خود را بیشتر از راه خوردن جوندگان تأمین می‌کند. جغد جنگلی از کمینگاه‌های خود بر سر طعمه فرود می‌آید و جانور جونده را یک‌جا می‌بلعد. سازگاری‌هایی که بینایی و شنوایی این نوع جغد با تاریکی شب دارد و پرواز بی‌صدایی که انجام می‌دهد از او شکارچی ماهری ساخته است.
جغد جنگلی توان شکار جغدهای کوچکتر را دارد اما خود طعمه‌ای است برای شاه بوف و باز. روباه‌های سرخ نیز از عوامل مهم مرگ‌ومیر نوزادان جغد جنگلی هستند.

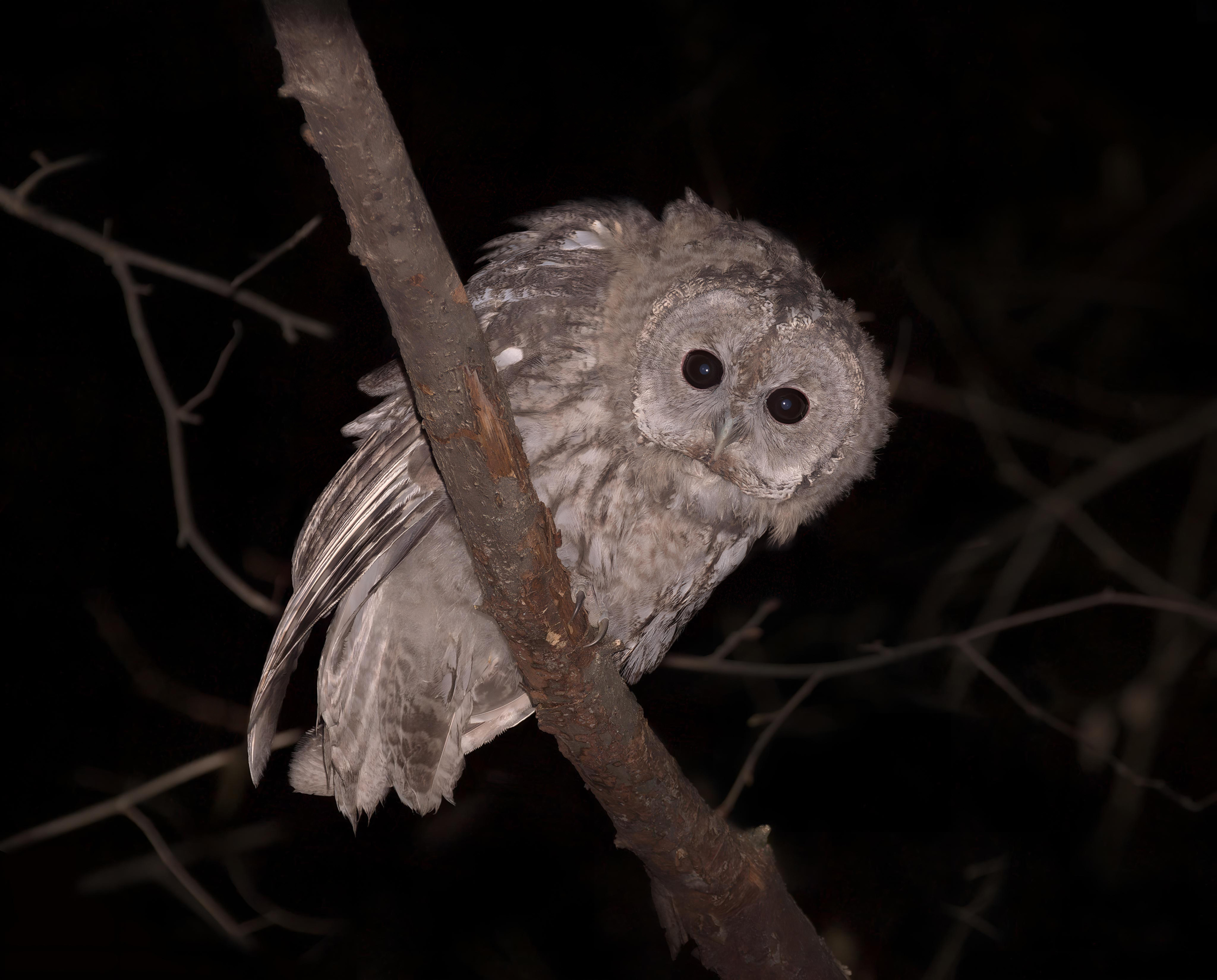
جوان

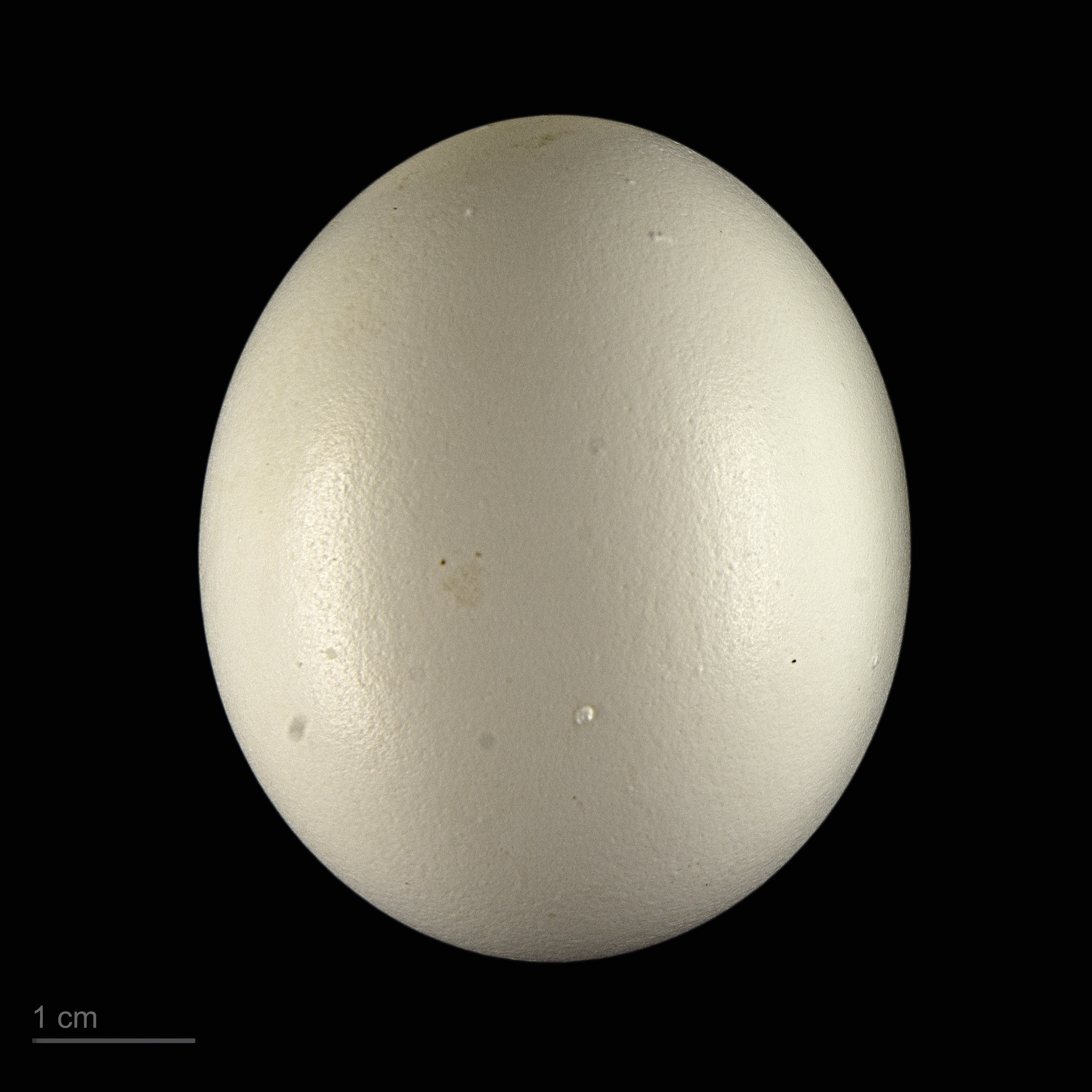
Strix aluco sylvatica